# One Wild Night Live 1985–2001
| 전문가 평가                   | 전문가 평가 |
| 평가 점수                     | 평가 점수   |
| 출처                          | 점수        |
| ----------------------------- | ----------- |
| AllMusic                      | 4/별        |
| Entertainment Weekly          | B−          |
| Rolling Stone                 | (mixed)     |
| The Rolling Stone Album Guide | 3/별        |

《One Wild Night Live 1985–2001》은 미국의 록 밴드 본 조비의 첫 번째 라이브 음반이다. 이 음반은 닐 영의 〈Rockin' in the Free World〉 라이브 커버와 붐타운 래츠의 〈I Don't Like Mondays〉 공연을 포함하며, 리드 싱어 밥 겔도프의 게스트 참여를 포함했다. 그 음반은 빌보드 200 차트 20위에 올랐다.

## 노래 버전
밥 겔도프와 함께한 〈I Don't Like Mondays〉의 듀엣곡은 웸블리 스타디움에서 라이브 에이드의 10주년 기념일에 불과 2주 전에 공연되었는데, 겔도프는 붐타운 래츠의 일부와 같은 경기장에서 같은 곡을 연주했다. 그는 나중에 거의 정확히 10년 후 런던에서 라이브 8에서 같은 곡을 연주했다. 1995년에 발매된 이 곡의 버전은 이전에 드물게 스페셜 에디션인 《These Days》 2CD 버전으로 발매되었다. 음반의 몇몇 사본은 녹음의 연도를 2000년으로 잘못 표기했지만, 실제는 본 조비가 1995년 웸블리 스타디움에서 《These Days》 투어의 일환으로 공연한 것이다. 이 곡의 도입부에서 존 본 조비는 겔도프가 영국인이 아니라 아일랜드인이었음에도 불구하고 관중들에게 "당신은 그를 당신 소유라고 부르는 것을 자랑스러워 해야 한다"고 말함으로써 밥 겔도프를 잘못 환영한다.
〈One Wild Night (2001)〉은 라이브 버전이 아닌 새로운 리믹스 버전이다. 이 버전과 오리지널 《Crush》 버전의 차이는 길이이다. 인트로와 다른 섹션은 잘려나갔다. 이 음반은 이번 음반의 싱글로 발매되었고 뮤직비디오가 수록되었다. 새 버전은 컴필레이션 음반인 《Tokyo Road: Best of Bon Jovi》에도 수록되어 있다.
〈Wanted Dead or Alive〉의 라이브 버전도 싱글로 발매되었고 이를 위한 홍보 비디오가 제작되었으며, 이는 노래의 라이브 공연과 무대 뒤의 일부 영상을 묘사했다.
스위스 취리히의 3곡은 레치그룬트 스타디움에서 녹음되었으며, 《The Crush Tour DVD》로도 발매되었다.

## 곡 목록
| #   | 제목                                       | 작사·작곡                          | 재생 시간 |
| --- | ------------------------------------------ | ---------------------------------- | --------- |
| 1.  | 〈It's My Life〉                           | 존 본 조비, 리치 샘보라, 맥스 마틴 | 3:50      |
| 2.  | 〈Livin' on a Prayer〉                     | 본 조비, 샘보라, 데스몬드 차일드   | 5:13      |
| 3.  | 〈You Give Love a Bad Name〉               | 본 조비, 샘보라, 차일드            | 3:53      |
| 4.  | 〈Keep the Faith〉                         | 본 조비, 샘보라, 차일드            | 6:19      |
| 5.  | 〈Someday I'll Be Saturday Night〉         | 본 조비, 샘보라, 차일드            | 6:30      |
| 6.  | 〈Rockin' in the Free World〉              | 닐 영                              | 5:45      |
| 7.  | 〈Something to Believe In〉                | 본 조비                            | 6:00      |
| 8.  | 〈Wanted Dead or Alive〉                   | 본 조비, 샘보라                    | 5:59      |
| 9.  | 〈Runaway〉                                | 본 조비, 조지 카라크               | 4:47      |
| 10. | 〈In and Out of Love〉                     | 본 조비                            | 6:12      |
| 11. | 〈I Don't Like Mondays〉 (Feat. 밥 겔도프) | 밥 겔도프                          | 5:37      |
| 12. | 〈Just Older〉                             | 본 조비, 빌리 팔콘                 | 5:13      |
| 13. | 〈Something for the Pain〉                 | 본 조비, 샘보라, 차일드            | 4:22      |
| 14. | 〈Bad Medicine〉                           | 본 조비, 샘보라, 차일드            | 4:19      |
| 15. | 〈One Wild Night (2001)〉                  | 본 조비, 샘보라, 차일드            | 3:43      |

## 인증
| 국가                                                  | 인증     | 판매량/출하량 |
| ----------------------------------------------------- | -------- | ------------- |
| 오스트리아 (IFPI 오스트리아)                          | 골드     | 20,000*       |
| 브라질 (Pro-Música Brasil)                            | 골드     | 50,000*       |
| 캐나다 (뮤직 캐나다)                                  | 골드     | 50,000^       |
| 독일 (BVMI)                                           | 골드     | 150,000^      |
| 스페인 (PROMUSICAE)                                   | 플래티넘 | 100,000^      |
| 스위스 (IFPI 스위스)                                  | 플래티넘 | 40,000^       |
| 영국 (BPI)                                            | 실버     | 60,000^       |
| 요약                                                  |          |               |
| 유럽 (IFPI)                                           | 플래티넘 | 1,000,000*    |
| *판매량을 기반으로 한 인증 ^출하량을 기반으로 한 인증 |          |               |